# Xã
Xã (en vietnamita: Xã; en chữ nôm: 社; comuna rural), és una unitat administrativa vietnamita. Es troba al mateix nivell que els thị trấn (població a nivell comunal) i els phường (barris), que tenen un estatus d'unitat administrativa de tercer nivell.
Els xã estan subordinats a les ciutats, pobles o districtes com a unitat de tercer nivell.

## Descripció

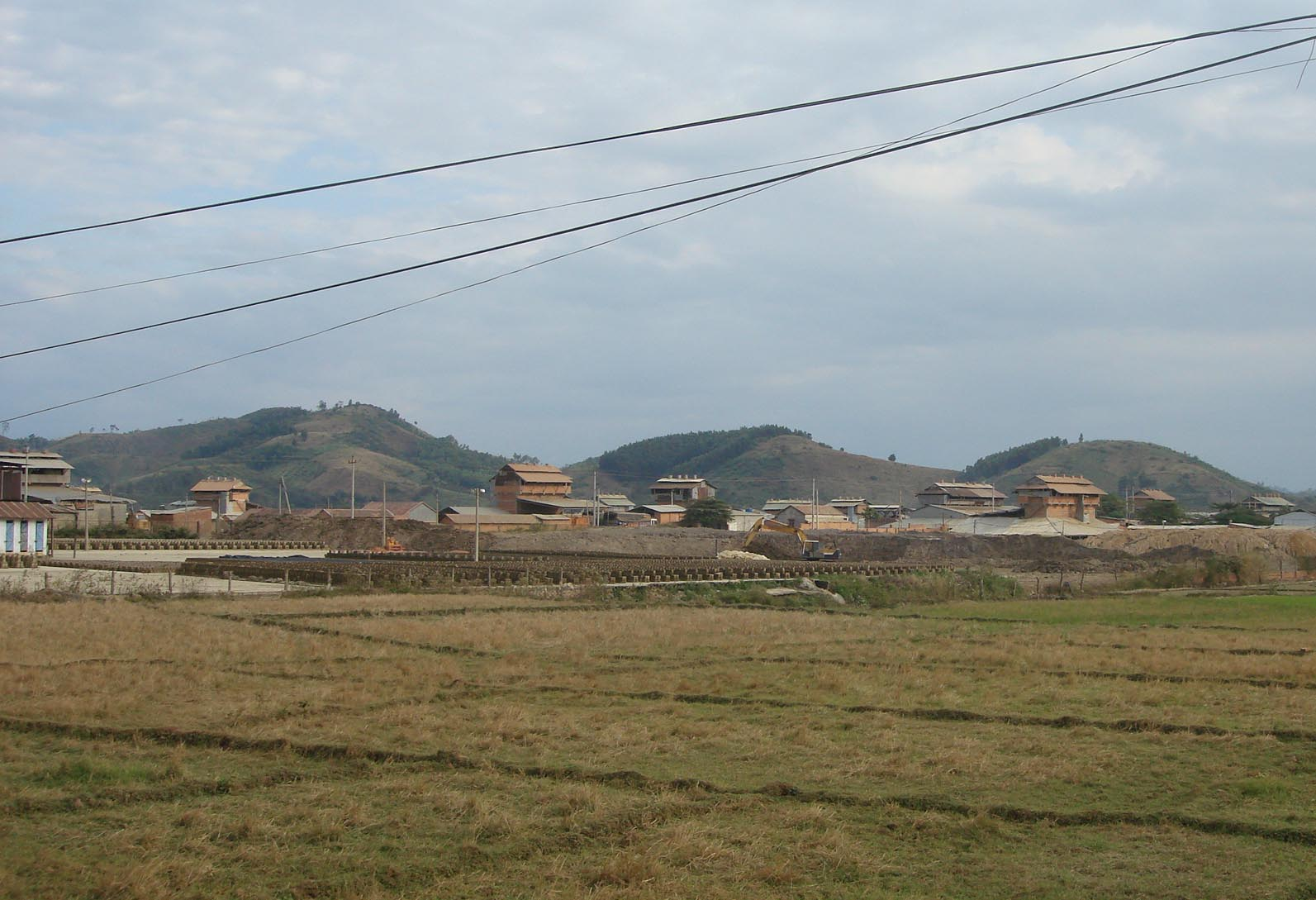
Ea Bông, un xã de la província de Đắk Lắk

Alguns pobles petits no són oficialment considerats xã.
A 31 de desembre de 2008, Vietnam tenia 9.111 xã. La província de Thanh Hoá contenia la major quantitat de xã (586) entre totes les seves unitats administratives provincials, seguida de la província de Nghệ An amb 436 i Hanoi amb 408. Đà Nẵng, amb només 11 xã, és la que menys té. Comptades juntes, les deu unitats administratives de nivell provincial que contenen la major quantitat de les xã són: Thanh Hoá (586), Nghệ An (436), Hanoi (408), Thái Bình (267), Phú Thọ (251), Hà Tĩnh (238), Hải Dương (234), Quảng Nam (210), Bắc Giang (207) i Lạng Sơn (207), i contenen un terç de tots els xã del Vietnam. Tres d'elles estan ubicats a la regió del delta del riu vermell, tres més a la regió de Đông Bắc (nord-est), tres a la regió de Bắc Trung Bộ (nord de la costa central) i una a la regió de Nam Trung Bộ (costa central sud).

## Història
El 1957, el president del sud-vietnamita, Ngô Đình Diệm, va iniciar un projecte contrainsurgent conegut com a Programa estratègic Hamlet, per tal d'aïllar els vietnamites rurals del contacte i la influència del moviment comunista Front Nacional d'Alliberament del Vietnam (FNA o Việt Cộng). Alguns «pobles fortificats», anomenats liên gia (unió de famílies), es van crear a tot el Vietnam del Sud, que consistia en pobles que havien estat consolidats i reformats per crear un perímetre defensable. Els mateixos camperols rebien armes i eren entrenats en defensa personal. Diversos problemes, incloent-hi la corrupció, quantitats innecessàries de reubicació forçada i una execució deficient, van fer que el programa fracassés dràsticament i, finalment, va provocar una disminució del suport al règim de Diệm i un augment de simpatia pels comunistes.